# Литтл, Эндрю
Э́ндрю Литтл (англ. Andrew Little; 12 мая 1989, Эннискиллен, Фермана, Северная Ирландия) — североирландский футболист, нападающий клуба «Стерлинг Альбион». Выступал в национальной сборной Северной Ирландии.

## Ранние годы
Литтл родился 12 мая 1989 года в североирландском городке Эннискиллен.

## Клубная карьера
Эндрю является воспитанником североирландского клуба «Баллинамаллард Юнайтед». В 2007 году Литтл решился на переезд в Шотландию, приняв предложение глазговской команды «Рейнджерс» продолжить получение футбольного образование в Академии «джерс».
Перед началом сезона 2008/09 подписал с «рейнджерами» свой первый профессиональный контракт.
Дебютировал в первой команде «джерс» 25 апреля 2009 года, заменив Криса Бойда на 81-й минуте полуфинального матча Кубка Шотландии, в котором глазговцы переиграли «Сент-Миррен» со счётом 3:0. 4 октября того же года североирландец впервые вышел в стартовом составе «Рейнджерс» на игру против принципиальных соперников «джерс» из «Селтика», однако был заменён уже на 14-й минуте поединка из-за травмы подколенного сухожилия. 23 января 2010 года Литтл забил свой первый мяч за глазговцев, поразив ворота «Харт оф Мидлотиан». 1 июля 2011 года Эндрю подписал с «джерс» новый однолетний контракт.
31 августа того же года североирландец отправился в аренду до января 2012 года английский клуб «Порт Вейл». Через три дня состоялся дебют Литтла в составе «храбрецов» — в тот день команда Эндрю состязалась с «АФК Уимблдон». 24 октября североирландец на тренировке получил травму, повредив связки колена. Вследствие этого «Порт Вейл» был вынужден досрочно прервать аренду Эндрю. Всего за стаффордширский коллектив Литтл провёл семь матчей.

### Клубная статистика
| Клуб                 | Сезон                | Чемпионат | Чемпионат | Кубок | Кубок | Кубок Лиги | Кубок Лиги | Кубок вызова | Кубок вызова | Еврокубки | Еврокубки | Итого | Итого |
| Клуб                 | Сезон                | Игры      | Голы      | Игры  | Голы  | Игры       | Голы       | Игры         | Голы         | Игры      | Голы      | Игры  | Голы  |
| -------------------- | -------------------- | --------- | --------- | ----- | ----- | ---------- | ---------- | ------------ | ------------ | --------- | --------- | ----- | ----- |
| Рейнджерс            | 2008/09              | —         | —         | 1     | 0     | —          | —          | —            | —            | —         | —         | 1     | 0     |
| Рейнджерс            | 2009/10              | 6         | 1         | 3     | 0     | 1          | 0          | —            | —            | —         | —         | 10    | 1     |
| Рейнджерс            | 2010/11              | —         | —         | —     | —     | 2          | 1          | —            | —            | —         | —         | 2     | 1     |
| Рейнджерс            | 2011/12              | 10        | 5         | 1     | 0     | —          | —          | —            | —            | —         | —         | 11    | 5     |
| Рейнджерс            | 2012/13              | 25        | 21        | 3     | 0     | 3          | 1          | 2            | 2            | —         | —         | 33    | 24    |
| Всего за «Рейнджерс» | Всего за «Рейнджерс» | 41        | 27        | 8     | 0     | 6          | 2          | 2            | 2            | 0         | 0         | 57    | 31    |
| Порт Вейл            | 2011/12              | 7         | 0         | —     | —     | —          | —          | —            | —            | —         | —         | 7     | 0     |
| Всего за «Порт Вейл» | Всего за «Порт Вейл» | 7         | 0         | 0     | 0     | 0          | 0          | 0            | 0            | 0         | 0         | 7     | 0     |
| Всего за карьеру     | Всего за карьеру     | 48        | 27        | 8     | 0     | 6          | 2          | 2            | 2            | 0         | 0         | 64    | 31    |

(откорректировано по состоянию на 16 марта 2013)

## Сборная Северной Ирландии
С 2005 года Литтл вызывался под знамёна различных молодёжных сборных Северной Ирландии.
Дебют Эндрю в первой национальной команде состоялся 28 марта 2009 года, когда североирландцы в рамках отборочного турнира к чемпионату мира 2010 встречались с Польшей.
На сегодняшний день Литтл провёл за сборную Северной Ирландии девять игр.

### Матчи и голы за сборную Северной Ирландии
| № | Дата            | Место                                      | Оппонент   | Счёт | Голы Литтла | Соревнование                                      |
| 1 | 28 марта 2009   | «Уиндзор Парк», Белфаст, Северная Ирландия | Польша     | 3:2  | —           | Отборочный матч чемпионата мира по футболу 2010   |
| 2 | 6 июня 2009     | «Гарибальди Арена», Пиза, Италия           | Италия     | 0:3  | —           | Товарищеский матч                                 |
| 3 | 3 марта 2010    | «Кемаль Стафа», Тирана, Албания            | Албания    | 0:1  | —           | Товарищеский матч                                 |
| 4 | 26 мая 2010     | «Ветеранс», Нью-Бритен, США                | Турция     | 0:2  | —           | Товарищеский матч                                 |
| 5 | 30 мая 2010     | «Нельсон Оярцун Арена», Чильян, Чили       | Чили       | 0:1  | —           | Товарищеский матч                                 |
| 6 | 11 августа 2010 | «Под Горицом», Подгорица, Черногория       | Черногория | 0:2  | —           | Товарищеский матч                                 |
| 7 | 11 октября 2011 | «Адриатико», Пескара, Италия               | Италия     | 0:3  | —           | Отборочный матч чемпионата Европы по футболу 2012 |
| 8 | 2 июня 2012     | «Амстердам АренА», Амстердам, Нидерланды   | Нидерланды | 0:6  | —           | Товарищеский матч                                 |
| 9 | 7 сентября 2012 | «Локомотив», Москва, Россия                | Россия     | 0:2  | —           | Отборочный матч чемпионата мира по футболу 2014   |

Итого: 9 матчей / 0 голов; 1 победа, 0 ничьих, 8 поражений.
(откорректировано по состоянию на 7 сентября 2012)

### Сводная статистика игр/голов за сборную
| Сборная           | Год              | Отборочные матчи ЧМ | Отборочные матчи ЧМ | Финальные матчи ЧМ | Финальные матчи ЧМ | Отборочные матчи ЧЕ | Отборочные матчи ЧЕ | Финальные матчи ЧЕ | Финальные матчи ЧЕ | Товарищеские матчи | Товарищеские матчи | Итого | Итого |
| Сборная           | Год              | Игры                | Голы                | Игры               | Голы               | Игры                | Голы                | Игры               | Голы               | Игры               | Голы               | Игры  | Голы  |
| ----------------- | ---------------- | ------------------- | ------------------- | ------------------ | ------------------ | ------------------- | ------------------- | ------------------ | ------------------ | ------------------ | ------------------ | ----- | ----- |
| Северная Ирландия | 2009             | 1                   | 0                   | —                  | —                  | —                   | —                   | —                  | —                  | 1                  | 0                  | 2     | 0     |
| Северная Ирландия | 2010             | —                   | —                   | —                  | —                  | —                   | —                   | —                  | —                  | 4                  | 0                  | 4     | 0     |
| Северная Ирландия | 2011             | —                   | —                   | —                  | —                  | 1                   | 0                   | —                  | —                  | —                  | —                  | 1     | 0     |
| Северная Ирландия | 2012             | 1                   | 0                   | —                  | —                  | —                   | —                   | —                  | —                  | 1                  | 0                  | 2     | 0     |
| Всего за карьеру  | Всего за карьеру | 2                   | 0                   | 0                  | 0                  | 1                   | 0                   | 0                  | 0                  | 6                  | 0                  | 9     | 0     |

(откорректировано по состоянию на 7 сентября 2012)

## Достижения
«Рейнджерс»
- Чемпион Шотландии (2): 2008/09, 2009/10
- Победитель Третьего дивизиона шотландской Футбольной лиги: 2012/13
- Обладатель Кубка Шотландии: 2008/09
- Обладатель Кубка шотландской лиги (2): 2009/10, 2010/11

## Личная жизнь
Старший брат Эндрю, Грэм, является ведущим новостей на британском телеканале «Sky Sports News».